# 六氟合锡(IV)酸亚硝酰
六氟合锡(IV)酸亚硝酰是一种配位化合物，化学式为(NO)2[SnF6]。它可由(BrF2)2[SnF6]和NOBrF4反应得到，或通过NOF(HF)3（可由NOCl和HF反应得到）和锡或四氟化锡的反应制得。